# Anton Remmelding
Anton Remmelding (* um 1513 im Herzogtum Geldern; † 1584 in Stargard) war ein deutscher evangelischer Theologe.
Remmelding besuchte die Schule in Deventer, wo Johannes Lippius zu seinen Lehrern gehörte. Der Abt des Klosters Eldena warb ihn dort 1528 als Novizen mit dem Versprechen zur Finanzierung eines Studiums. 1534 reiste er mit anderen Novizen ins Stift Cammin, wo er durch den Bischof Erasmus von Manteuffel die Weihe zum Mönch erhielt. Während der Reise und bei einem Aufenthalt im Kloster Belbuck kamen Remmelding und seine Begleiter mit reformatorischem Gedankengut in Berührung. 
Bei der Säkularisation des Klosters Eldena wurde seiner Bitte um finanzielle Unterstützung für die Fortsetzung seines Studiums an der Universität Wittenberg stattgegeben. Um 1535 ging Remmelding zum Studium der Theologie nach Wittenberg. 1537 wurde er evangelischer Pastor in Pasewalk, danach war er – möglicherweise ab 1542 – in Stettin tätig. 1556 wurde er als Pastor an die Marienkirche in Stargard versetzt. Dieses Amt übte er bis zu seinem Tode aus.
Anton Remmelding hinterließ eine autobiographische Schrift in lateinischer Sprache, die nicht im Original erhalten ist. Dem Chronisten Daniel Cramer hat sie vorgelegen. Cramer übersetzte mehrere Teile aus Remmeldings Handschrift, die er in die Geschichtsdarstellung seines „Grossen Pommerischen Kirchen-Chronikons“ (Ausgaben von 1603 und 1628) aufnahm.